# 1958년 세계 박람회

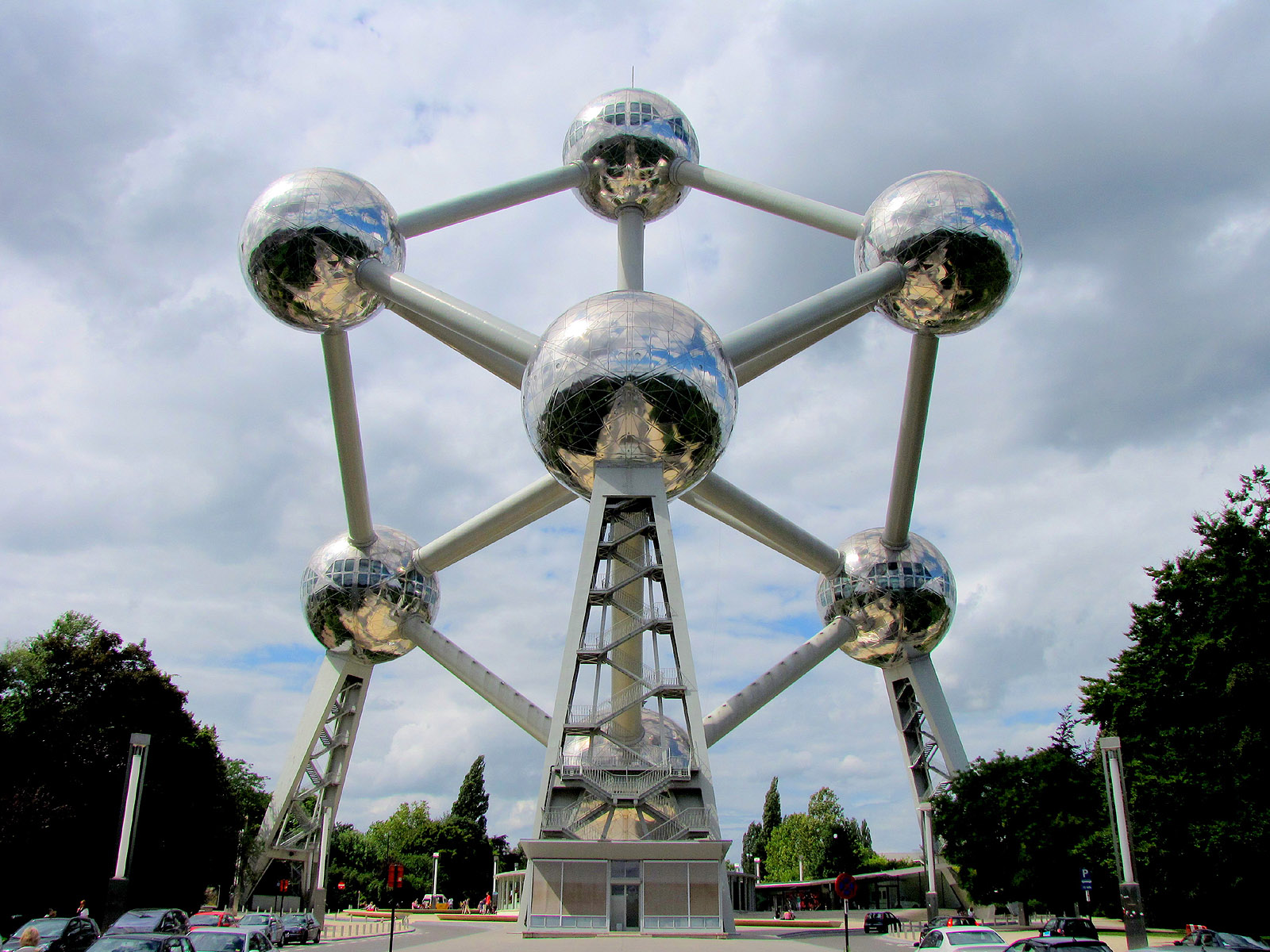
1958년 세계 박람회를 기념하기 위하여 건립된 아토미움

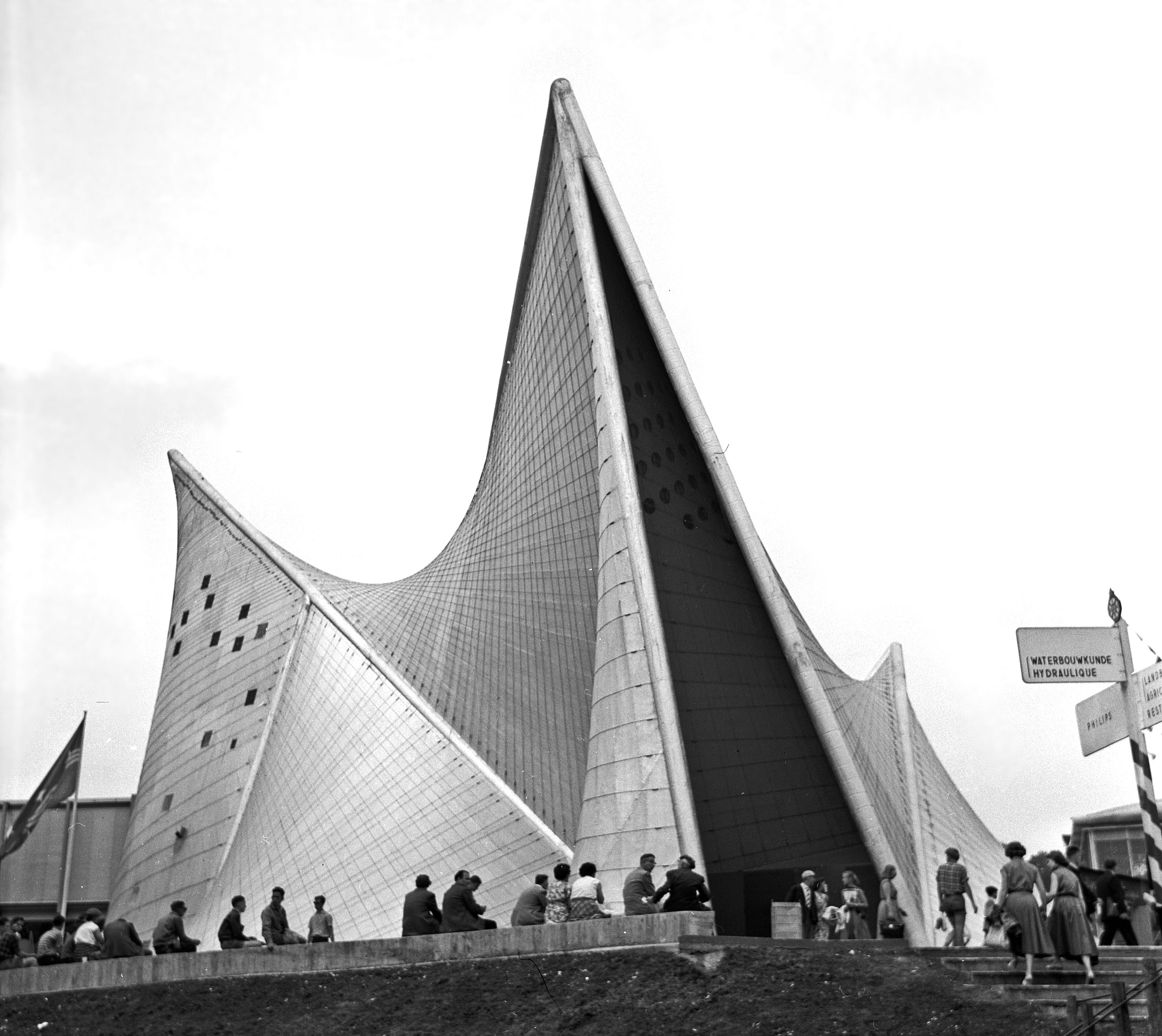
1958년 세계 박람회장에 건립된 필립스관

1958년 세계 박람회(Expo 1958)는 1958년 4월 17일부터 9월 19일까지 벨기에 브뤼셀에서 개최된 세계 박람회이자 국제박람회기구(BIE) 공인 등록 박람회이다. 이 박람회는 제2차 세계 대전 이후 처음으로 개최된 대형 세계 박람회였다. 박람회의 주제는 "더 인간적인 세상을 위한 세계의 평가"이다. 이 박람회는 44개국이 참여했으며 41,454,412명이 관람했다.
박람회장은 벨기에의 수도인 브뤼셀 도심에서 북서쪽으로 7km 정도 떨어진 곳에 위치한 헤이젤 고원에 2km2 규모의 부지에 조성되었으며 3년 동안에 걸친 건설 과정에서 15,000명의 노동자가 참여했다. 특히 브뤼셀에서 열렸던 1935년 만국 박람회에 건립된 대부분의 건축물들을 재활용한 점이 특징이다. 박람회장에는 철의 원자 구조를 1,650억배 정도로 확대해서 만든 거대한 기념물인 아토미움이 건설되었는데 박람회가 끝난 이후에도 브뤼셀을 상징하는 건축물로 사랑받고 있다.
1958년 세계 박람회장은 현대 건축과 현대 음악의 융합을 보여준 무대이기도 했다. 특히 프랑스의 음악가인 에드가르 바레즈가 작곡한 전자 음악 작품인 《포엠 엘렉트로니크》(Poème électronique)는 스위스의 건축가인 르 코르뷔지에의 건설 회사에서 근무했던 그리스의 건축가인 이안니스 크세나키스가 설계한 필립스관 곳곳에 설치된 450개의 스피커에서 흘러나왔다.